# Массімо Кавальєре
Массімо Кавальєре (італ. Massimo Cavaliere, нар. 21 листопада 1962, Неаполь, Італія) — італійський фехтувальник на шаблях, бронзовий призер Олімпійських ігор 1988 року.

## Виступи на Олімпіадах
| Олімпіада | Дисципліна     | Місце |
| --------- | -------------- | ----- |
| Сеул 1988 | командна шабля | 3     |